# فابرژه
فابرژه (انگلیسی: Fabergé) (تلفظ فرانسوی: [fabɛʁʒe]) یک برند تولید لوازم آرایشی است که در سال ۱۹۶۴ تأسیس شد.